# David Warshofsky
 (mai 2020).
Si vous disposez d'ouvrages ou d'articles de référence ou si vous connaissez des sites web de qualité traitant du thème abordé ici, merci de compléter l'article en donnant les références utiles à sa vérifiabilité et en les liant à la section « Notes et références ».
David Warshofsky, de son vrai nom David Nikolai Warshofsky, né le 23 février 1961 à San Francisco en Californie (États-Unis),, est un acteur américain.

## Théâtre
- 1994 : Carousel[1]
- 1995 : Back to Waterfront[3]

## Filmographie

### Cinéma
- 1989 : Suffering Bastards : Al Johnson
- 1989 : Dernière Sortie pour Brooklyn : Mike
- 1989 : Family Business : Lawyer's Parking Attendant
- 1989 : Né un 4 juillet (Born on the Fourth of July) : Lieutenant - Vietnam
- 1992 : Le Triomphe de la vérité (Afterburn) (TV) : Tiger
- 1993 : Skinner (en) : Geoff Tate
- 1997 : Volte-face (Face/Off) : Bomb Leader
- 1997 : À armes égales (G.I. Jane) de Ridley Scott : Sgt. Johns, Instructor
- 1998 : Vietnam : Un adroit mensonge (A Bright Shining Lie) (TV) : Terry Pike
- 1999 : The Minus Man : Detective Pate
- 1999 : Bone Collector (The Bone Collector) : Amelia's Partner
- 1999 : Mondo Picasso (série télévisée) : Captain Tam
- 2000 : Endsville : Doug
- 2001 : Human Nature : Police Detective
- 2001 : Pas un mot (Don't Say a Word) : Ryan
- 2002 : Personal Velocity: Three Portraits : Kurt Wurtzle
- 2002 : Bienvenue à Collinwood (Welcome to Collinwood) : Babitch
- 2003 : Fight or Flight : Lawerence
- 2004 : The Best Thief in the World : Paul Zaidman
- 2006 : La Peur au ventre (Running Scared) : Pimp Lester
- 2006 : Walkout (TV) : Lloyd Hurley
- 2008 : Taken : Bernie
- 2010 : Unstoppable : Judd Stewart
- 2011 : The Future de Miranda July : Marshall
- 2012 : The Master de Paul Thomas Anderson : un policier
- 2012 : New York, unité spéciale (saison 13, épisode 13) : chef Duggan
- 2013 : Capitaine Phillips de Paul Greengrass : Mike Perry
- 2013 : Insaisissables (Now You See Me) de Louis Leterrier : Cowan
- 2014 : Taken 3 : Bernie
- 2014 : The Two Faces of January de Hossein Amini : Paul Vittorio
- 2015 : Dix-sept ans de captivité (Stockholm, Pennsylvania) de Nikole Beckwith
- 2016 : Insaisissables 2 (Now You See Me 2) de Jon M. Chu : Cowan
- 2017 : Wilson de Craig Johnson : Orson
- 2022 : Blonde d'Andrew Dominik : Mr. Z (Darryl F. Zanuck)

### Séries télévisées
- 2016 : Fear the Walking Dead : Georges (saison 2, épisode 2)